# Slatuintjes bij Den Haag
Slatuintjes bij Den Haag is een schilderij van de Nederlandse kunstschilder Jacob Maris, geschilderd rond 1878, olieverf op doek, 62,5 × 54 centimeter groot. Het toont een gezicht op de toen nog landelijke omgeving aan de westkant van Den Haag, nabij Scheveningen, geschilderd in de stijl van de Haagse School. Het werk bevindt zich in de collectie van het Kunstmuseum Den Haag.

## Context
Behoudens zijn studietijd in Antwerpen en een verblijf van 1865 tot 1871 in Parijs, samen met zijn broer Matthijs, woonde en werkte Jacob Maris steeds in Den Haag. Slatuintjes in Den Haag schilderde hij er rond 1878, kort nadat hij verhuisde naar de Bazarstraat, niet ver van de Laan van Meerdervoort, in de toen nog landelijke omgeving richting Scheveningen. Diverse Hagenaren onderhielden daar een soort van volkstuintjes "avant la lettre".
Maris' vriend Théophile de Bock schreef over het ontstaan van het schilderij: "Omstreeks deze tijd wandelende Maris vaak met Anton Mauve door de Laan van Meerdervoort naar Dekkersduin. Op een dier wandelingen heeft hij de impressie gekregen van het schilderij getiteld Slatuintjes in Den Haag. Hij tekende in de natuur op een blaadje enkele juiste perspectieflijnen van het panorama-achtige landschap en ging toen thuis aan het werk. Het is een magistrale schepping geworden".

## Afbeelding
Slatuintjes bij Den Haag is geschilderd in een brede impressionistisch aandoende toets. Het kleurgebruik is stemmig en sterk gericht op de atmosferische weergave van de wolkenlucht, waarbij de invloed van Jacob van Ruisdael herkenbaar is. De dunne grijze najaarslucht welft zich over het landschap, waarin een beekje met zilver glanzend water kronkelt. De najaarsnevel die het geheel omsluit verbindt op bijna dichterlijke wijze het landschap met de lucht. De uitgestrektheid van de bouw en weilanden is schier grenzeloos, ritmisch afgewisseld met rietmatten, tuinderswoningen en knotwilgen. Niettegenstaande het relatief kleine formaat van het werk, ontstaat een effect waardoor de kijker zich als het ware geplaatst ziet in het werk.
Over de werkwijze van Jacob Maris werd wel geschreven: "Hij rommelt en knoeit en langzamerhand ontstaat er een harmonie van kleuren en worden de grote lijnen vastgelegd. Pas dan maakt hij het met levendige en dunne penseelstreken af. Maar die laatste toets is met meesterhand gezet en het hele werk is tenslotte zo solide als de meest strakke tekening". Deze typering lijkt bij uitstek van toepassing op Slatuintjes bij Den Haag.